# Vyznání Quicumque

Štít Nejsvětější Trojice je tradiční křesťanský vizuální symbol, který vyjadřuje mnoho aspektů nauky o Nejsvětější Trojici a shrnuje první část vyznání Quicumque v přehledném diagramu

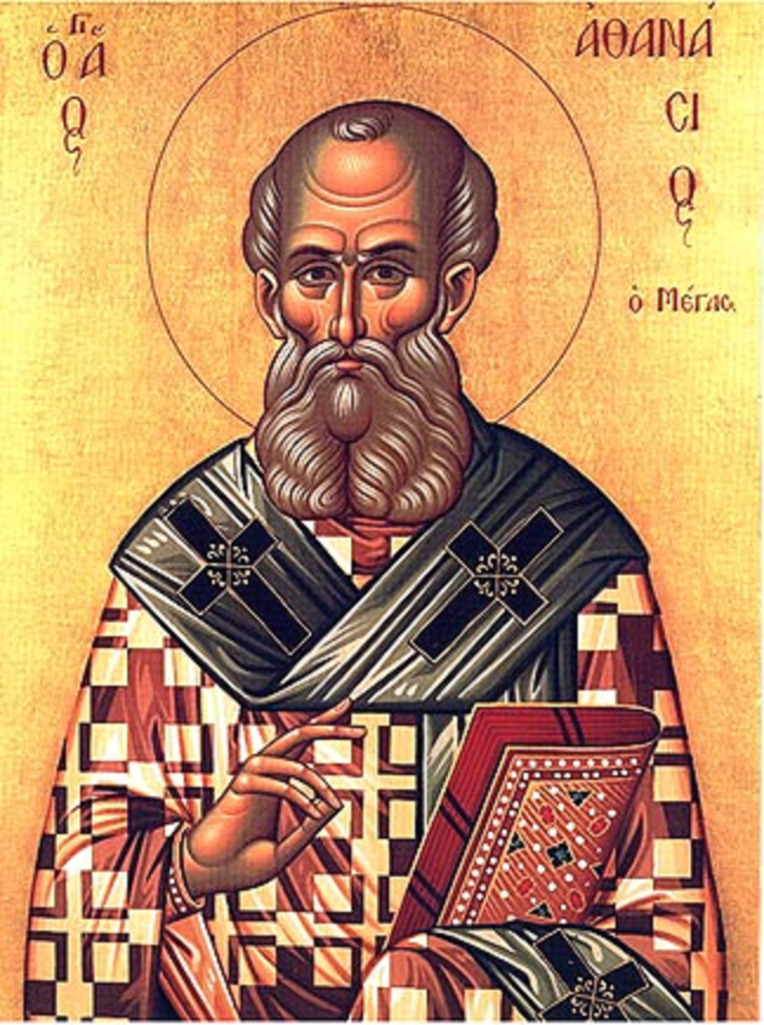
Ikona sv. Atanáše Alexandrijského

Vyznání Quicumque (lat. kdokoli), zvané též Atanášovo vyznání víry, je jedním ze čtyř vyznání víry katolické církve, jimž připisuje tato církev autoritu.
Jeho autorství bylo tradičně připisováno sv. Atanáši z Alexandrie († 373), proto by správnější název byl Pseudo-Atanášovo vyznání víry. Ve východních církvích však zůstalo toto vyznání neznámé až do 12. století, a proto je Atanášovo autorství velmi nepravděpodobné. Mezi předpokládanými autory tohoto vyznání je jmenován svatý Ambrož, avšak pro toto tvrzení neexistují dostatečné důvody. Nověji se má za to, že vyznání vzniklo v Galii (dnešní Francie) v 5. století. Roku 1940 byla nalezena ztracená Excerpta sv. Vincence Lerinského, jejichž jazyk je nápadně podobný jazyku tohoto vyznání. Proto mnozí usuzují na původ právě u něj nebo u jeho žáků. Nejstarší známý přepis tohoto vyznání pochází z předmluvy sbírky homilií Caesaria z Arles († 542).
Tento symbol čili vyznání víry obsahuje krátký a jasný popis církevní nauky o Trojici a vtělení a obsahuje též aluzi na další církevní dogmata. Na rozdíl od ostatních vyznání víry se zaměřuje Quicumque právě na tyto dvě základní nauky křesťanství, totiž trojici osob v Bohu a božskou přirozenost Ježíše Krista.
Vyznání Quicumque bylo až do nedávna součástí modlitby breviáře (nedělní prima) a zůstává (kromě katolické církve) respektováno též např. v anglikánské církvi a v církvích vzešlých z reformace. V Pravoslaví není běžně užíváno.

## České znění
KDOKOLI chce být spasen, je v prvé řadě třeba, aby se držel všeobecné víry. Jestliže ji někdo nezachová neporušenou a ucelenou, bezpochyby zahyne navěky. Všeobecná víra je pak tato: Abychom uctívali jednoho Boha v Trojici, a Trojici v jednotě, abychom ani nezaměňovali osoby, ani neoddělovali podstatu. Jiná je totiž osoba Otce, jiná osoba Syna, jiná osoba Ducha Svatého. Avšak božství Otce, Syna a Ducha Svatého je jedno, stejná je jejich sláva a souvěčná je jejich vznešenost.
Jaký je Otec, takový je Syn, takový je Duch Svatý. Nestvořený je Otec, nestvořený je Syn, nestvořený je Duch Svatý. Věčný je Otec, věčný je Syn, věčný je Duch Svatý. A přece nejsou tři věční, ale jen jeden věčný. Jako nejsou tři nestvoření, ani tři nezměrní, ale jeden nestvořený a jeden nezměrný. Podobně je všemohoucí Otec, všemohoucí Syn a všemohoucí Duch Svatý. A přece nejsou tři všemohoucí, nýbrž jeden všemohoucí. Tak je Bůh Otec, Bůh Syn a Bůh Duch Svatý, a přece nejsou tři bohové, ale je jen jediný Bůh. Stejně tak je Pánem Otec, Pánem je Syn a Pánem je Duch Svatý, ale nejsou tři Páni, ale je jen jeden Pán. Protože jako jsme nuceni v křesťanské víře vyznávat jednotlivě každou osobu jako Boha a Pána, stejně tak je nám zakázáno ve všeobecném náboženství říkat, že existují tři bohové nebo páni. Otec nebyl učiněn z ničeho: nebyl ani stvořen, ani zrozen. Syn je jen z Otce, neučiněný, nestvořený, ale zrozený. Duch Svatý je z Otce a Syna: neučiněný, nestvořený, nezrozený, nýbrž vycházející. Jeden je tedy Otec, nikoli tři otcové; jeden je Syn, nikoli tři synové; jeden je Duch Svatý, nikoli tři duchové svatí. A v této Trojici není nic dřív nebo později, nic není větší ani menší, ale všechny tři osoby jsou navzájem souvěčné a rovné, takže je třeba vždy uctívat, jak již bylo výše řečeno, jednotu v Trojici a Trojici v jednotě. Kdo chce být spasen, musí takto smýšlet o Trojici.
K věčné spáse je však pro člověka potřebné, aby pevně věřil i ve vtělení našeho Pána Ježíše Krista.
Je totiž správná víra, abychom věřili a vyznávali, že náš Pán Ježíš Kristus, Boží Syn, je Bohem i člověkem. Je Bůh, zrozený před věky z podstaty Otce, je člověk, narozený v čase z podstaty matky. Je dokonalým Bohem a dokonalým člověkem, složeným z rozumové duše a lidského těla. Je roven Otci podle božství, ale menší než Otec podle lidství. I když je Bohem a člověkem, nejsou dva Kristové, nýbrž je jen jeden Kristus. Je jeden nikoli proto, že by se božství stalo tělem, nýbrž proto, že lidství bylo přijato do Boha. Zcela a pouze jeden, nikoli ve spojených podstatách, nýbrž v jednotě osoby. Neboť jako rozumová duše a tělo jsou jeden člověk, tak Bůh a člověk jsou jeden Kristus.
Ten trpěl pro naši spásu, sestoupil do pekel a třetího dne vstal z mrtvých; vystoupil na nebesa, sedí po pravici všemohoucího Otce a odtud přijde soudit živé i mrtvé. Při jeho příchodu všichni lidé musejí vstát se svými těly, dostanou odplatu za své činy. Kdo konali dobro, půjdou do věčného života, kdo však zlo, půjdou do věčného ohně. Taková je všeobecná víra. Kdo ji pevně a věrně nezastává, nemůže být spasen. Amen.

## Latinské znění
QUICUMQUE vult salvus esse, ante omnia opus est, ut teneat catholicam fidem: Quam nisi quisque integram inviolatamque servaverit, absque dubio in aeternam peribit. Fides autem catholica haec est: ut unum Deum in Trinitate, et Trinitatem in unitate veneremur. Neque confundentes personas, neque substantiam separantes. Alia est enim persona Patris alia Filii, alia Spiritus Sancti: Sed Patris, et Fili, et Spiritus Sancti una est divinitas, aequalis gloria, coeterna maiestas. Qualis Pater, talis Filius, talis Spiritus Sanctus. Increatus Pater, increatus Filius, increatus Spiritus Sanctus. Immensus Pater, immensus Filius, immensus Spiritus Sanctus. Aeternus Pater, aeternus Filius, aeternus Spiritus Sanctus. Et tamen non tres aeterni, sed unus aeternus. Sicut non tres increati, nec tres immensi, sed unus increatus, et unus immensus. Similiter omnipotens Pater, omnipotens Filius, omnipotens Spiritus Sanctus. Et tamen non tres omnipotentes, sed unus omnipotens. Ita Deus Pater, Deus Filius, Deus Spiritus Sanctus. Et tamen non tres dii, sed unus est Deus. Ita Dominus Pater, Dominus Filius, Dominus Spiritus Sanctus. Et tamen non tres Domini, sed unus est Dominus. Quia, sicut singillatim unamquamque personam Deum ac Dominum confiteri christiana veritate compelimur: ita tres Deos aut Dominos dicere catholica religione prohibemur.
Pater a nullo est factus: nec creatus, nec genitus. Filius a Patre solo est: non factus, nec creatus, sed genitus. Spiritus Sanctus a Patre et Filio: non factus, nec creatus, nec genitus, sed procedens. Unus ergo Pater, non tres Patres: unus Filius, non tres Filii: unus Spiritus Sanctus, non tres Spiritus Sancti. Et in hac Trinitate nihil prius aut posterius, nihil maius aut minus: sed totae tres personae coaeternae sibi sunt et coaequales. Ita ut per omnia, sicut iam supra dictum est, et unitas in Trinitate, et Trinitas in unitate veneranda sit. Qui vult ergo salvus esse, ita de Trinitate sentiat.
Sed necessarium est ad aeternam salutem, ut incarnationem quoque Domini nostri Iesu Christi fideliter credat. Est ergo fides recta ut credamus et confiteamur, quia Dominus noster Iesus Christus, Dei Filius, Deus et homo est. Deus est ex substantia Patris ante saecula genitus: et homo est ex substantia matris in saeculo natus. Perfectus Deus, perfectus homo: ex anima rationali et humana carne subsistens. Aequalis Patri secundum divinitatem: minor Patre secundum humanitatem. Qui licet Deus sit et homo, non duo tamen, sed unus est Christus. Unus autem non conversione divinitatis in carnem, sed assumptione humanitatis in Deum. Unus omnino, non confusione substantiae, sed unitate personae. Nam sicut anima rationalis et caro unus est homo: ita Deus et homo unus est Christus. Qui passus est pro salute nostra: descendit ad inferos: tertia die resurrexit a mortuis. Ascendit ad caelos, sedet ad dexteram Dei Patris omnipotentis: inde venturus est iudicare vivos et mortuos. Ad cuius adventum omnes homines resurgere habent cum corporibus suis: et reddituri sunt de factis propriis rationem. Et qui bona egerunt, ibunt in vitam aeternam: qui vero mala, in ignem aeternum. Haec est fides catholica, quam nisi quisque fideliter firmiterque crediderit, salvus esse non poterit. Amen.